# Two Generations of Brubeck
Two Generations of Brubeck es un álbum de estudio del pianista estadounidense Dave Brubeck, acompañado de sus hijos Darius, Chris y Dan.

## Recepción de la crítica
Un escritor no especificado de la revista Cash Box declaró: “Aunque se presentan como dos generaciones separadas, los Brubeck hacen música sin distinción de edad, lo que nunca se hace discernible en su último LP. Naturalmente, las composiciones de Papa Dave dominan la colección, pero «Tin Sink» de Darius Brubeck es una pieza hermosa en la que la intimidad es la nota clave. «Circadian Dysrhthmia», que presenta a Dave, Chris, Darius y Danny Brubeck es una pieza de textura maravillosa y «Thank You (Dziekuje)» y «Unsquare Dance» están ajustadas y bien controladas. Se debe mucho crédito a Mike Cuscuna, quien produjo el esfuerzo”. Un escritor no especificado de la revista Record World señaló que “los diferentes intereses musicales de los hijos crean una gran combinación y mucha energía”.

## Lista de canciones
Todas las canciones compuestas por Dave Brubeck, excepto donde esta anotado.
Lado uno
1. «Circadian Dysrhythmia» – 3:20
2. «Three to Get Ready» – 4:16
3. «Blue Rondo à la Turk» – 7:55
4. «Unsquare Dance» – 2:43
5. «The Holy One» – 3:37

Lado dos
1. «Call of the Wild» (Perry Robinson) – 2:56
2. «Knives» – 4:19
3. «Tin Sink» (Darius Brubeck) – 8:31
4. «Thank You (Dziekuje)» – 5:30

## Créditos y personal
Créditos adaptados desde las notas de álbum de Two Generations of Brubeck.
Músicos
- Dave Brubeck – piano acústico (1–8), piano eléctrico (6), solo de piano (9)
- Darius Brubeck – piano eléctrico (1, 2, 4–8), piano acústico (6), clavinet, órgano (2, 4, 7)
- Chris Brubeck – trombón (1, 5, 6, 8), bajo eléctrico (2, 4, 7)
- Danny Brubeck – batería (1, 2, 4–8)
- Jerry Bergonzi – saxofón soprano y tenor (1, 5, 6, 8)
- Perry Robinson – clarinete (1, 5, 6, 8)
- David Dutemple – bajo eléctrico (1, 5, 6, 8)
- Randie Powell – percusión (1, 2, 4–8)

Personal técnico
- Michael Cuscuna – productor
- Elvin Campbell – ingeniero de audio, mezclas
- David Gahr – fotografía
- Loring Eutemey – diseño de portada